# Tribulus excrucians
Tribulus excrucians är en pockenholtsväxtart som beskrevs av Wawra & Peyr.. Tribulus excrucians ingår i släktet tiggarnötter, och familjen pockenholtsväxter. Inga underarter finns listade i Catalogue of Life.